# Verbotene Liebe
Verbotene Liebe (uttal: [fɛɐ̯ˈboːtənə ˈliːbə]; svenska: Förbjuden Kärlek), fortkortad VL, är en tysk såpopera i TV, skapad av Reg Watson för Das Erste. Serien utspelar sig främst i tyska staden Düsseldorf, ibland även en annan tysk stad, Köln, samt spanska Mallorca. Serien började spelas den 2 januari 1995 Serien sändes ursprungligen i 24-minutersavsnitt, en gång i veckan. Den utökades till 45-minutersavsnitt den 21 juni 2011, och gick sedan tillbaka till 40-minutersavsnitt den 23 januari 2012. 2011 började MDR och digitala Eins-Festival sända morgonrepriser av föregående kvälls avsnitt. 2006 började betalkanalen Passions.
Originalhandlingen var baserad på australiska serien Sons and Daughters (som även var förebild för den svenska TV-såpan Skilda världar), men sedan utvecklades en fristående handling.

### Fotnoter
1. ↑  Fernsehserien.de: First air date Verbotene Liebe (German)